# Bonnier (Familie)

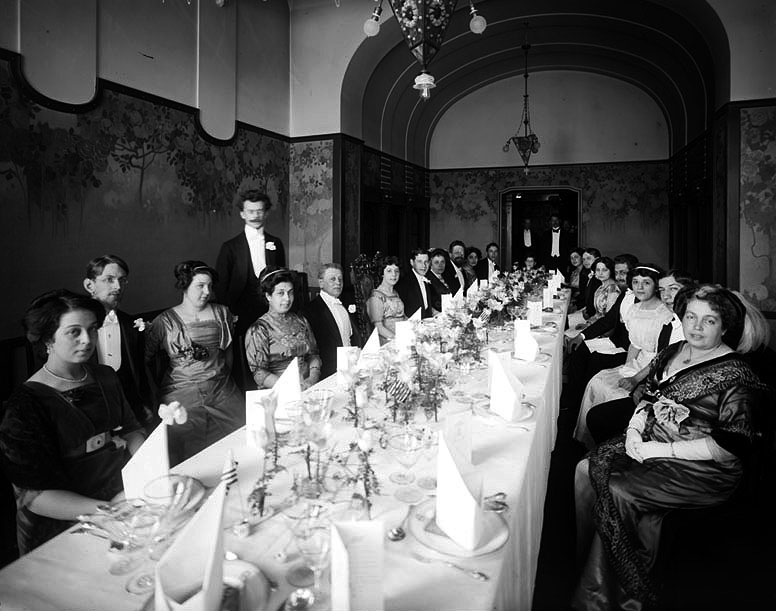
Mittagstisch bei den Bonniers 1910. Im Bild sind Karl Otto, Lisen, Tor und Schwiegersohn Yngve zu erkennen.

Bonnier (oder Bonniers) ist der Name einer schwedischen Familie jüdischer Herkunft, deren Mitglieder seit Beginn des 19. Jahrhunderts im Buchhandel, Verlagswesen, in der Publizistik und in modernen Massenmedien aktiv sind.
Die Familie lässt sich ursprünglich im 17. Jahrhundert in Böhmen nachweisen. Sie zog Anfang des 18. Jahrhunderts nach Dresden. Der Name wurde von Gerhard Bonnier (Gutkind Hirschel) nach der Übersiedlung nach Dänemark im Jahre 1801 in Bonnier verändert. Seine drei Söhne wanderten nach Schweden aus.
Das Familienunternehmen Bonnier AB wird heute von Tor und Åke Bonnier geleitet, die zur fünften Generation der Nachkommen von Gerhard Bonnier gehören.

## Ursprung

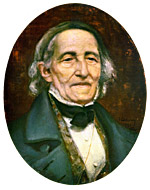
Gerhard Bonnier (1778–1862)

Der früheste bekannte Vorfahr ist der deutsche Kleiderhändler Jacob Schye (* 1674) aus Soborten (tschechisch Sobědruhy) in Böhmen. Sein Sohn, der Juwelier Löbel Schie (1718–1790), war Vater des Münzhändlers Löbel Salomon Hirschel (* 1745).
Hirschels Sohn, Gutkind Hirschel (1778–1862) siedelte nach Kopenhagen um (1801) und änderte seinen Namen in Gerhard Bonnier ab. Bonnier ist die französische Übertragung des Vornamens „Gutkind“ oder verdankt sich möglicherweise dem Gesandten Antoine Bonnier d’Alco. In Kopenhagen gründete Gerhard Bonnier eine Leihbibliothek, darauf einen Buchhandel und einen Verlag.
Gerhard Bonniers ältester Sohn Adolf Bonnier (1806–1867) wanderte 1827 nach Göteborg aus, um das Familienunternehmen zu erweitern. Er gründete eine Bibliothek und 1837 einen Verlag (Albert Bonniers Förlag). Die jüngeren Brüder David Felix Bonnier (1822–1881) und Albert Bonnier (1820–1900) zogen nach Stockholm, um die Firma zu unterstützen.

## Bekannte Familienmitglieder

### Ausgewählte Nachkommen von Gerhard Bonnier

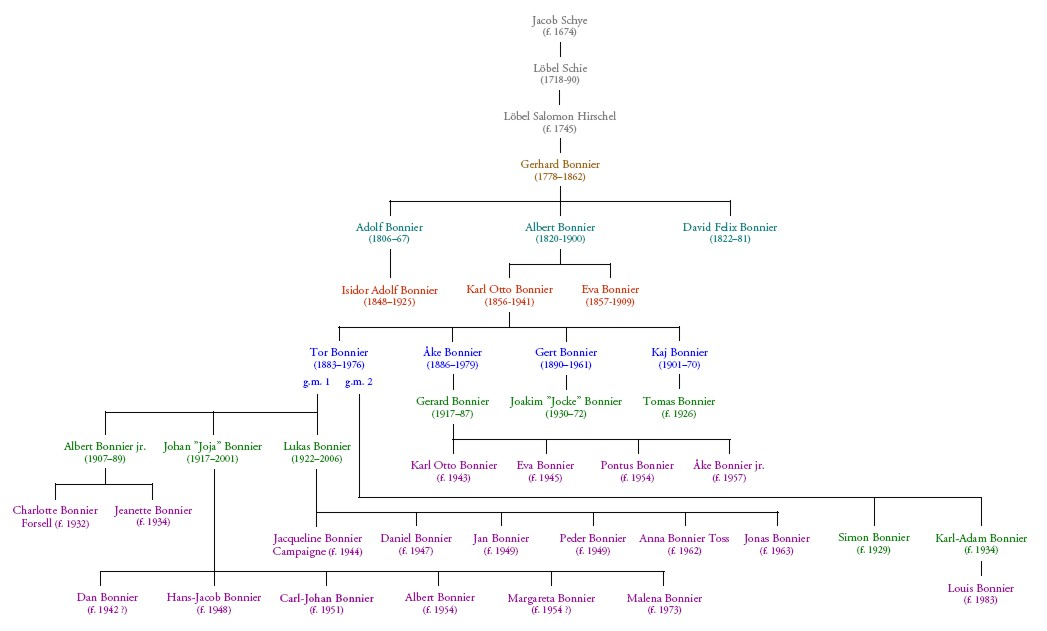
Stammbaum. Eine Auswahl der Nachkommen von Gerhard Bonnier.

Gerhard Bonnier, seine drei Söhne und deren bekannte Nachfahren:
- Gerhard Bonnier (1778–1862)
  - Adolf Bonnier (1806–1867)
    - Isidor Bonnier (1848–1925)

  - Albert Bonnier (1820–1900), Verleger
    - Jenny Bonnier (1855–1927)
    - Eva Bonnier (1857–1909), Malerin
    - Karl Otto Bonnier (1856–1941), Verleger, verh. mit Lisen Josephson (1861–1952)

  - David Felix Bonnier (1822–1881), gründete Göteborgs Posten[3]
    - Knut Felix Bonnier (1831–1942)[4]

### Ausgewählte Nachkommen bis Karl Otto Bonnier

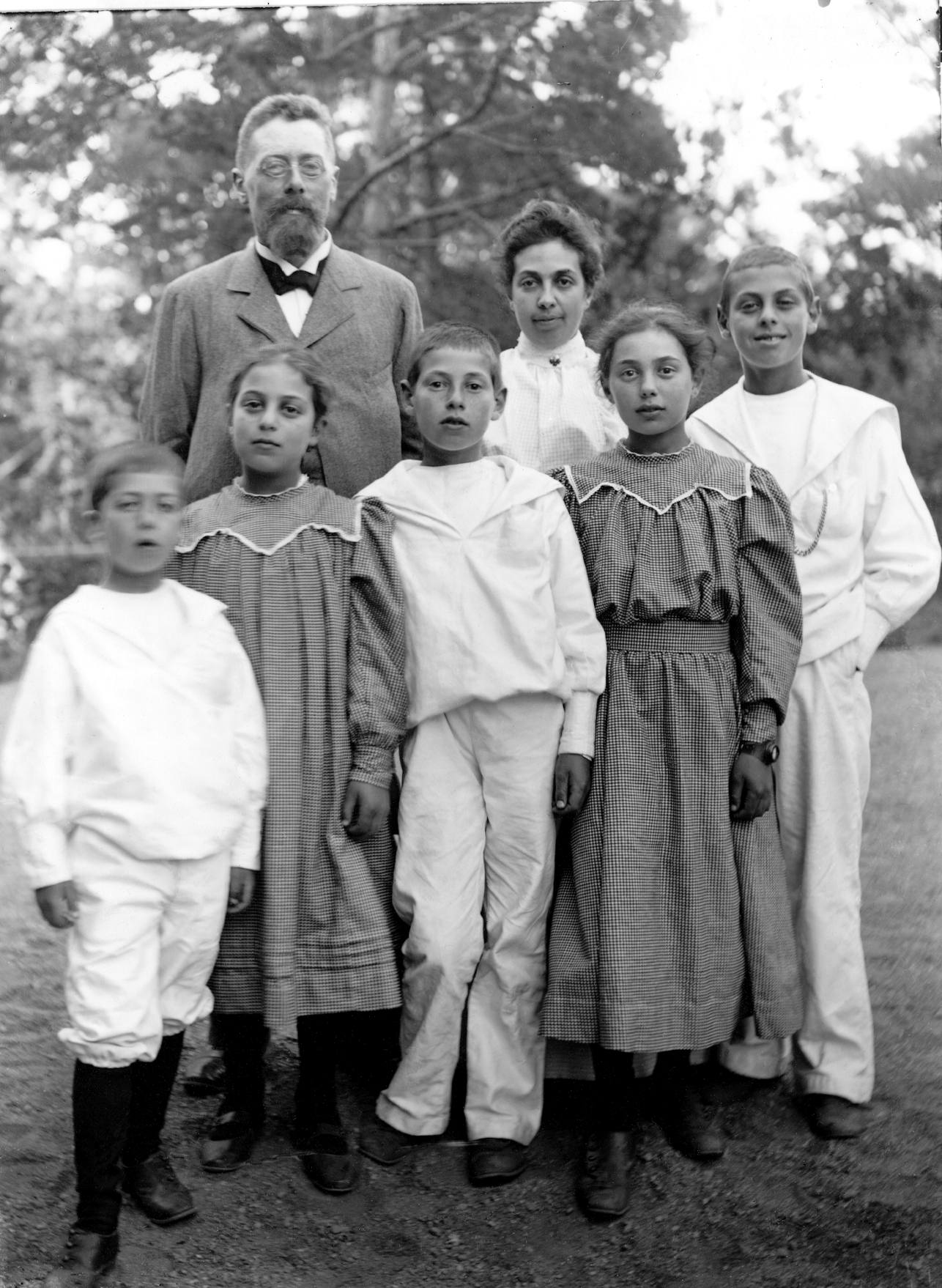
Karl Otto und Lisen mit den Kindern Gert, Greta, Åke, Elin und Tor ca. 1895.

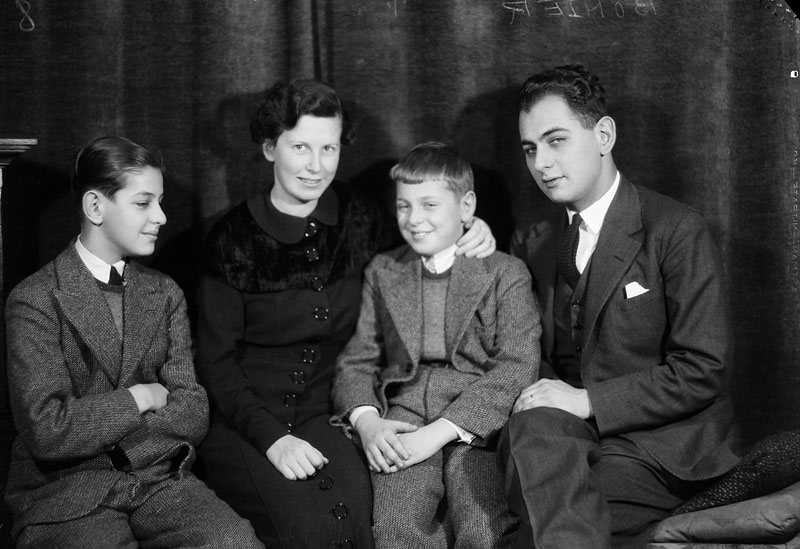
Albert Bonnier Jr. med Ehefrau Birgit, geborene Flodquist, 1930. Auf dem Foto sind auch Albert Bonniers jüngere Brüder Johan und Lukas zu sehen.
Foto: Jan de Meyere

Karl Ottos und Lisen Bonniers Nachkommen:
- Tor Bonnier (1883–1976), Verleger, verh. (1) mit Greta Lindberg, (2) Tora Nordström, Schriftstellerin, (3) Jytte Bonnier, Schriftstellerin
  - Albert „Abbe“ Bonnier Jr. (1907–1989), Verleger
    - Charlotte Bonnier (1932–2016), verh. mit Göran Forsell (1929–2010), Direktor, Sohn von Zarah Leander
      - Christel Engelbert (1950–)
        - Oscar Engelbert (1976–), Unternehmer[5]

    - Jeanette Bonnier (1934–2016), Journalistin, verh. mit 1) Bengt Thomasson, 2) Hans Dahlin und 3) Jörn Donner
      - Maria Dahlin (1964–1985), zu deren Erinnerung das Maria Bonnier Dahlins-Stipendium gestiftet wurde

    - Joakim Santesson (1946–2014), Arzt, Unternehmer

  - Johan „Joja“ Bonnier (1917–2001), Direktor
    - Dan Bonnier (1942–)
      - Martina Bonnier (1966–)
      - David Bonnier (1968–), Vorstand von SF Media

    - Hans-Jacob Bonnier (1948–)
    - Carl-Johan Bonnier (1951–), Vorstandsvorsitzender der Bonnier Holding AB
    - Albert Bonnier (1954–)
    - Gaga Bonnier (1954–2013[6])
    - Malena Bonnier (1973–)

  - Lukas Bonnier (1922–2006), VD
    - Anna Toss (1962–), Schriftstellerin, Tochter von Margareta Toss, Chefredakteurin
    - Jonas Bonnier (1963–), Schriftsteller, Vorstandsvorsitzender der Bonnier AB

  - Simon Bonnier (1929–)
  - Karl-Adam Bonnier (1934–)
  - Mikael Bonnier (1945–), verh. mit Elisabet Borsiin Bonnier, Botschafterin
- Elin Larsson (1884–1980), verh. mit Yngve Larsson, stv. Bürgermeisterin
  - Verna Lindberg (1905–1994), Übersetzerin, verh. mit Folke Lindberg, Professor
    - Jakob Lindberg (1938–), Generalsekretär, Direktor

  - Matts Bergom Larsson (1908–2004), Direktor
    - Peter B Larsson (1935–), verh. mit Helena Henschen, Architekt
      - Jesper Bergom Larsson (1961–), Filmproduzent, Berater

    - Susanna Bergom Larsson (1940–2009), Psychotherapeutin
    - Maria Bergom Larsson (1942–), Schriftstellerin, Kritikerin

  - Ester Berggren (1911–2001)
    - Tobias Berggren (1940–), Schriftsteller, Dichter
      - Johan Berggren (1968–), Journalist

    - Martin Berggren (1943–), Schauspielerin, Regisseurin

  - Richard Larsson (1915–2011), Buchhändler, Schriftsteller
  - Yngve A. A. Larsson (1917–2014), Professor
  - Mårten Larsson (1919–2001), Architekt, verh. mit Lena Larsson, Innenarchitektin
    - Kristina Torsson (1940–), Modedesignerin, Unternehmerin
      - Sara Szyber (1963–),  Innenarchitektin, verh. mit Bogdan Szyber
      - Fabian Torsson (1964–), Musikproduzent
      - Palle Torsson (1970–), Künstler
- Åke Bonnier d. Ä. (1886–1979), Verleger
  - Gerard Bonnier (1917–1987), Verleger
    - Karl Otto Bonnier d. J. (1943–), Verleger
    - Eva Bonnier d. J. (1945–), Verleger
    - Pontus Bonnier (1954–)
    - Åke Bonnier d. J. (1957–), Bischof
- Greta Berg (1887–1976), verh. mit Tor Berg, Historiker
  - Lena Hagen (1915–1993), verh. mit Tord Hagen, Botschafter
    - Cecilia Hagen (1946–), Journalist, Schriftsteller
      - Jonatan Unge (1979–), Komiker

  - Kerstin Andrae (1915–2010), Künstler
    - Hélène Andræ (1941–), Verlagsredakteur
      - Cissi Elwin (1965–), Journalist, Publizist

  - Elias Berg (1923–2015)
- Gert Bonnier (1890–1961), Professor
  - Agneta Paulsson (1915–2010)
  - Martin Bonnier (1928–)
  - Joakim Bonnier (1930–1972), Rennfahrer
- Kaj Bonnier (1901–1970), Verleger
  - Suzanne Bonnier (1924–), verh. mit 1) Per A. Sjögren, 2) Frans Arnheim
  - Tomas Bonnier (1926–)
  - David Bonnier (1933–), verbunden mit Lennart Swahn, Moderator

### Bildergalerie

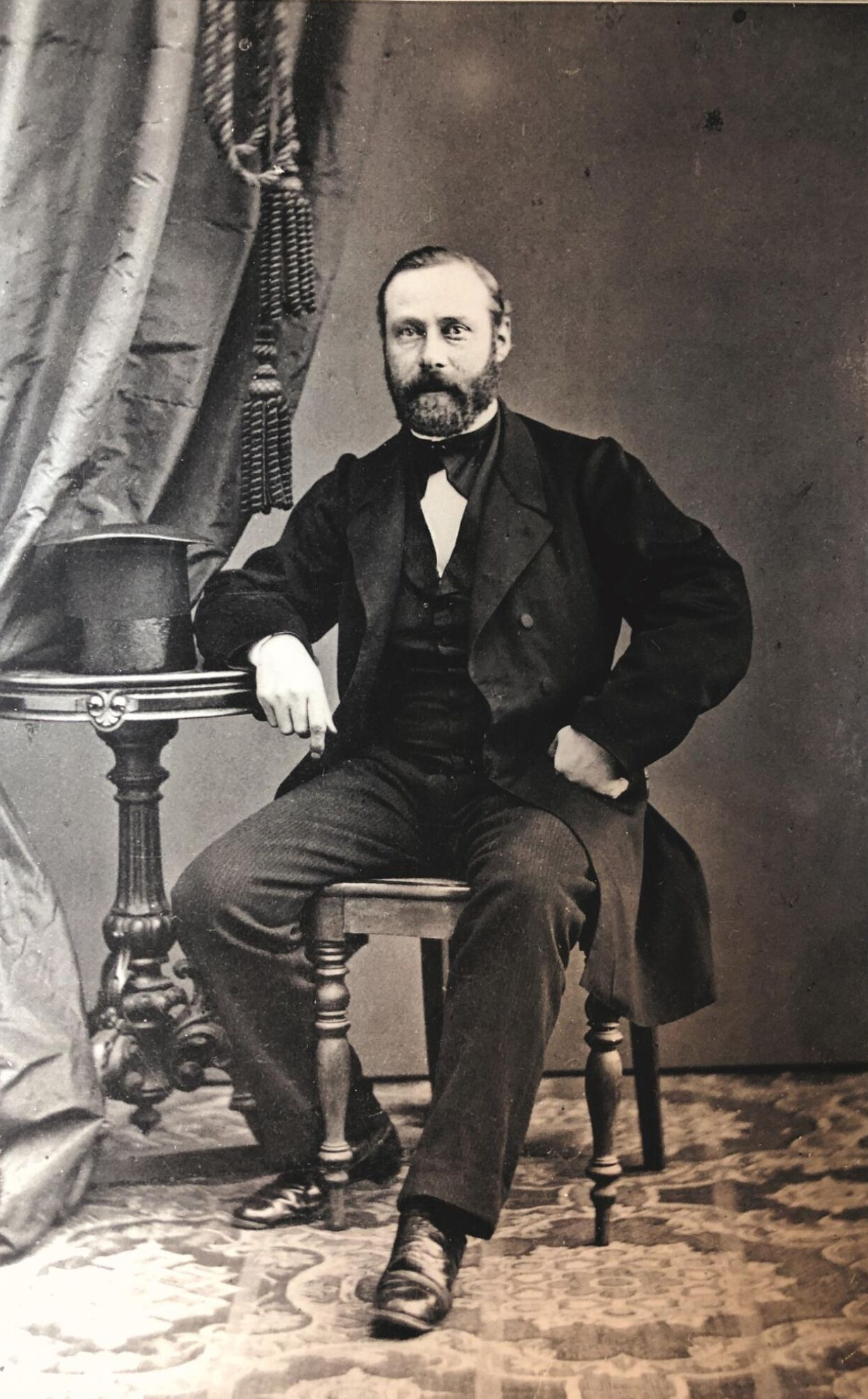
Albert Bonnier (1820–1900)
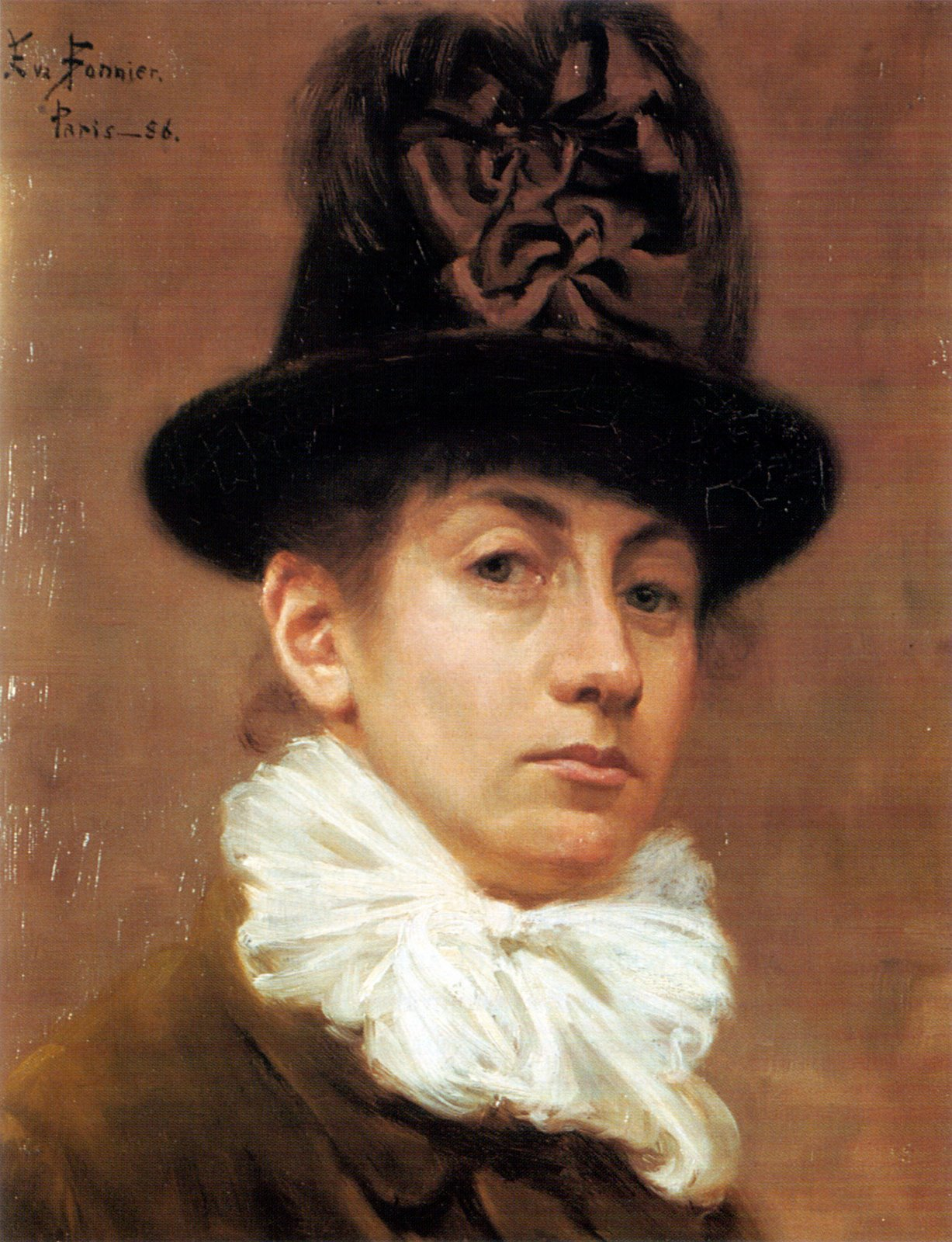
Eva Bonnier (1857–1909)
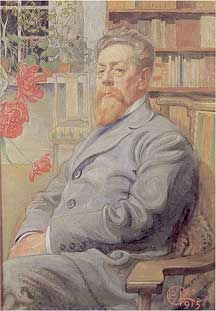
Karl Otto Bonnier (1856–1941)
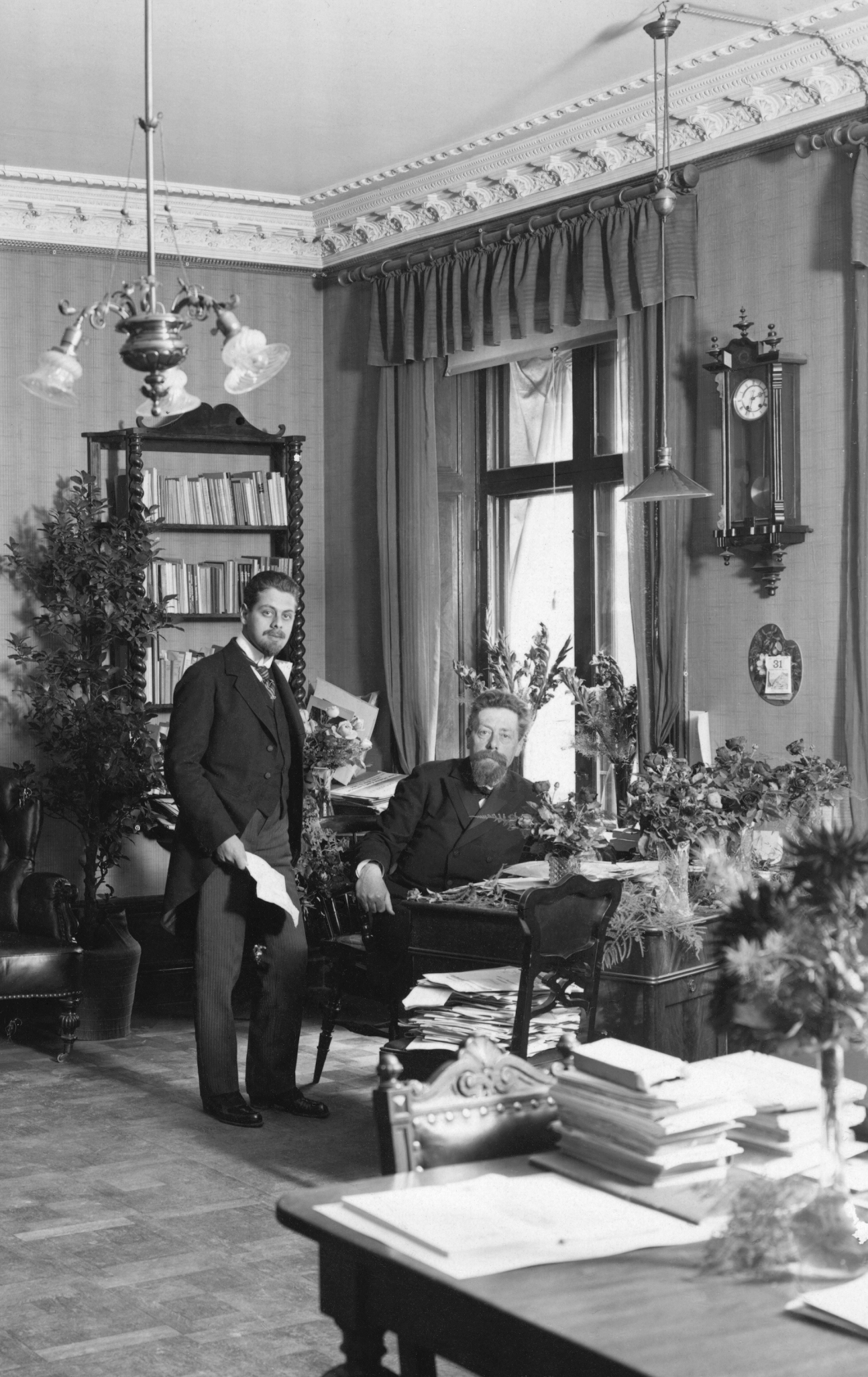
Tor und Karl Otto Bonnier beim 70. Jubiläum des Verlags
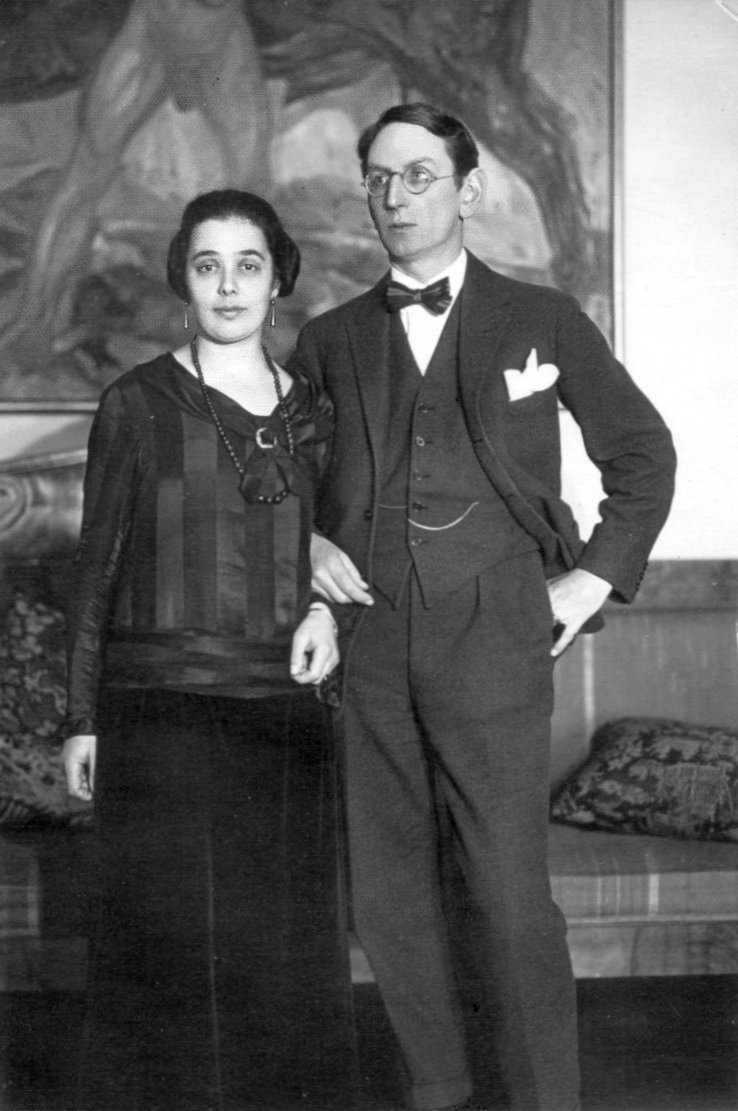
Elin (1884–1980) und Yngve Larsson (1881–1977)
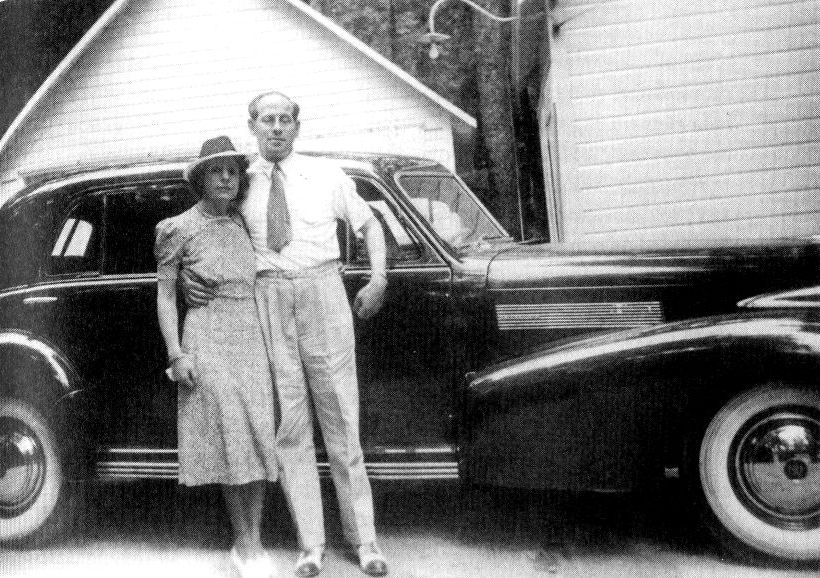
Eva (1888–1977) und Åke Bonnier (1886–1979)
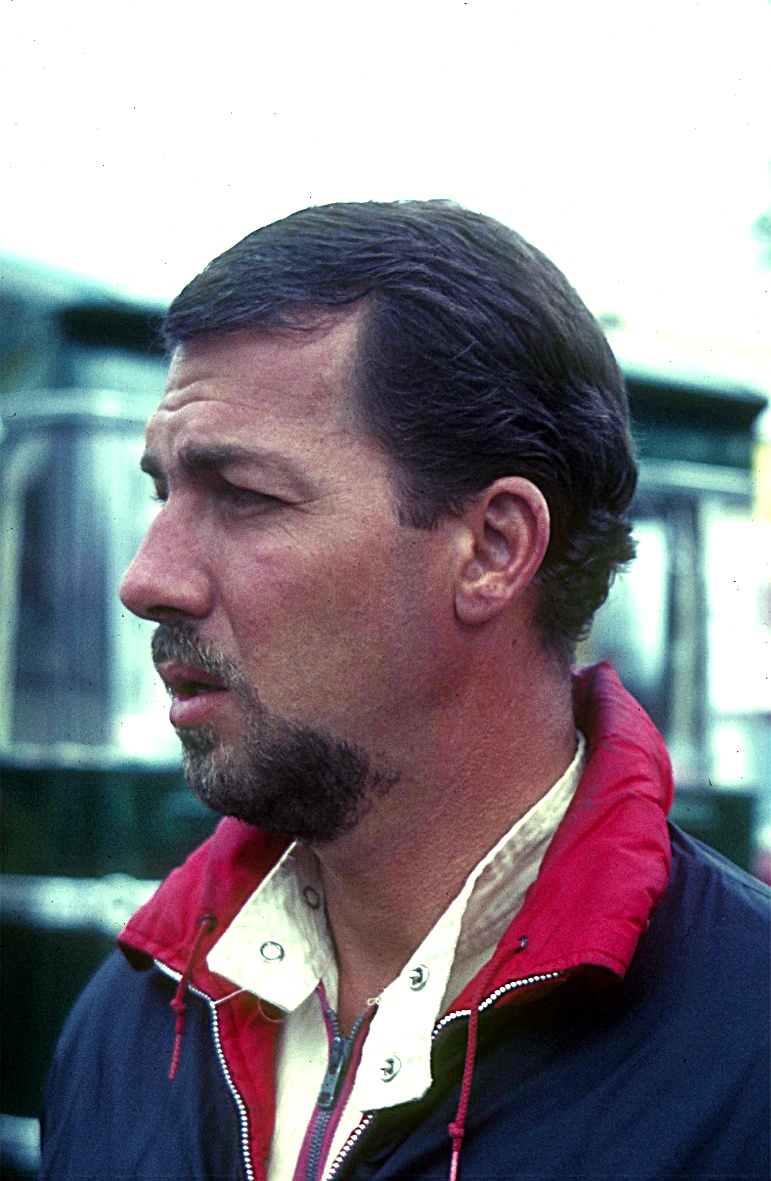
Joakim Bonnier (1930–1972)
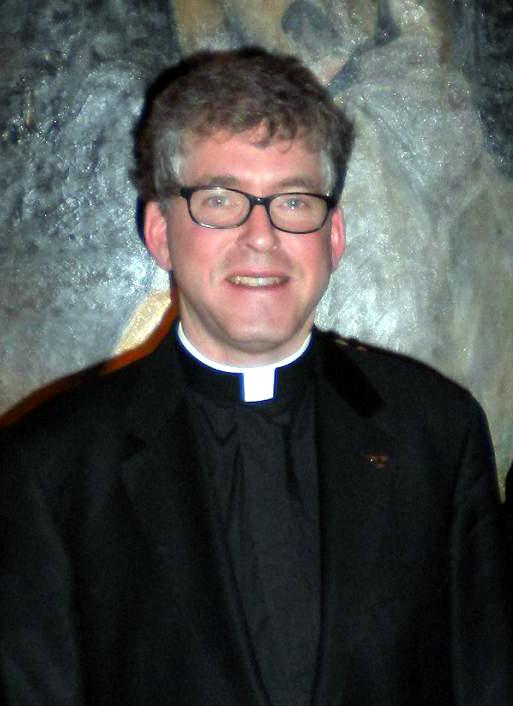
Åke Bonnier d. J. (* 1957)